# 보트피플

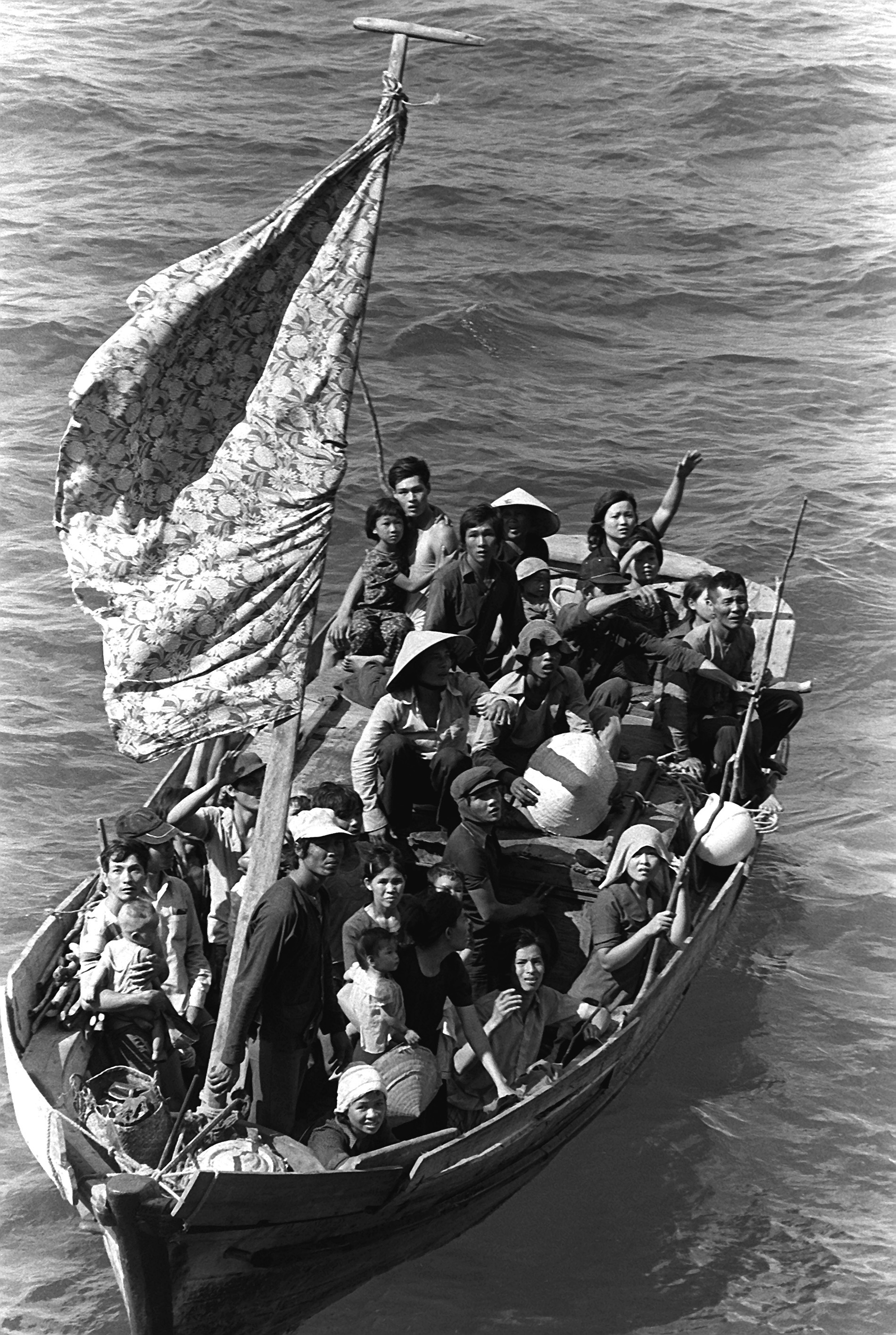
남베트남이 베트콩에 의해 공산주의 정권이 된 이후 탈출하는 보트피플

보트피플(Boat people, 베트남어: Thuyền nhân Việt Nam) 베트남 전쟁이 끝난 1970년대부터 주로 해로(海路)를 통해 공산화된 베트남을 탈출하던 난민들을 가리킨다.

## 개요
보트피플이란 어원은 바다에서 배를 띄워 그 배 안에서 사는 사람 또는 해로로 비공식적으로 배를 몰고 탈출하는 사람을 뜻하는 단어였다. 목적지까지 동남아 국가 홍콩, 인도네시아, 말레이시아, 필리핀, 싱가포르, 태국 등지했다. 베트남 전쟁 이후부터 보트피플이 인도차이나에 급격히 증가하면서 보트피플은  베트남 사회주의 공화국, 라오스 인민 민주 공화국, 민주 캄푸치아를 해로로 통해 탈출하는 사람들을 지칭하는 용어로 사용된다. 보트피플은 월남과 월맹이 통일되기 전인 베트남 전쟁 때부터 속출하기 시작했는데 그 이유는 남베트남이 북베트남의 수중에 떨어질 날이 얼마 남지 않았다는 불길함 때문이었다. 대체로 보트피플 구성원들은 남베트남에서 위의 정치인, 군인, 관료, 교사를 했거나 프랑스령-인도차이나 시절에 프랑스 정부 밑에서 일을 했던 친불파들과 부유층 즉, 부르주아 계층과 그리고 1978년부터는 캄보디아와 베트남 간의 국경분쟁으로 인한 화교 탄압으로 인해 화교들이 보트피플을 다수를 차지하게 되었다.
자본주의, 민주주의 체제였던 이남의 베트남 공화국(Việt Nam Cộng Hòa)과 사회주의, 일당독재 체제였던 이북의 베트남 민주 공화국(Việt Nam Dân Chủ Cộng Hòa)으로 갈라져 있던 베트남은 베트남 전쟁의 결과로 남베트남이 베트콩들에 의해 전복되고 북베트남의 괴뢰정권인 남베트남 공화국이 수립되면서부터 보트를 이용해 국외로 탈출하는 인도차이나 지역 난민들을 가리킨다. 베트콩(Việt Cộng)은 1974년 남베트남 공화국을 수립하여 정권을 잡고 그들이 칭하는 소위 반동분자 색출에 나섰다. 남베트남은 북베트남과 달리 미국과 서방의 투자율이 높았었고 부유층들이 북베트남에 비해 많았다. 사실상 북베트남의 지령을 받고 있었던 남베트남 공화국 정권은 이들을 사회주의 체제에 동화시킬 수 있나에 의구심을 품게 되었고 이러한 계기로, 부유층, 중산층, 종교인들은 탄압당했다.
북베트남의 지도자들은 정치적 불안에 위기의식을 느껴 1975년 통합작업을 서둘렀고 북베트남 위주의 무력통일이 되자 북베트남은 생산수단을 국유화, 집단화하고 경제활동을 강력히 통제하기 시작했고 주요 당조직과 행정조직은 북쪽의 공산당원이 거의 독점하였다.
종교활동은 표면적으로 허용된 것과 달리 이들은 공산주의 자체의 유물사관을 실현하기 위해 종교인은 탄압의 대상이 되었다. 그들이 규정한 반동적인 정치인, 군인, 관료, 교사 등 이른바 '특권계층'들은 수용소에 들어가 사상개조를 받게 되거나 평생 노동만 하다가 죽게 된다. 그 과정에서 심각한 인권유린이 발생하였고 그 결과 1973년부터 1988년 사이에 총 약 100만 명이 해로(海路)를 통한 탈출을 시도했다. 보트피플은 1973년부터 속출되었으며, 1975년에서 1978년 사이에 정점을 찍다가 그 이후부터는 서서히 감소하기 시작했다. 1988년 이후부터는 베트남의 자본주의화 개혁 정책인 도이 머이(Đổi mới) 정책에 의해 베트남 경제가 안정화되었고 보트피플은 거의 사라졌다.
보트피플은 베트남인만 있었던 것이 아니었다. 비슷한 시기 라오스와 캄보디아가 공산화되면서 남베트남에서와 비슷하게 그곳의 부유층들과 중산층, 그리고 반공주의자들과 관리들이 보트피플이나 "랜드피플"이 되었다. 라오스의 경우는 라오스 왕국의 정권 하에 파테트라오(라오어: ປະເທດລາວ)를 탄압하던 우익 인사들이 숙청당했고 그들은 역시 랜드피플과 보트피플이 되었다. 캄보디아의 경우 폴 포트가 공산정권인 민주 캄푸치아를 세우고 극단적인 마오이즘 정책을 실시한 것을 기점으로 대량의 부유층, 중산층, 상공층, 반동분자들을 숙청하면서 이로 인해 역시 여러 국민들이 보트피플이 되었다.

## 보트피플의 탈출방법과 탈출로
보트피플 즉, 베트남을 떠나려는 난민들은 배를 구해야했다. 이들은 배를 대여해주는 보트 대여상에 몰리게 되었는데 때때로 대여상은 가격을 매우 크게 올리기도 하였다. 대체로 보트피플이 많이 발생한 지역은 다낭(Đà Nẵng)이었는데 이 곳은 베트남 최대의 상업도시였고 부유층과 중산층이 밀집한 도시였기 때문이다. 이들이 안전하게 국외로 탈출하는 방법은 보트를 타고 홍콩으로 가서 그 다음부터 배가 아닌 다른 수단으로 빠른 시간안에 국외로 도피하거나(물론 위조 신분증 및 여권이 필요했음) 아니면 배를 타고 일본 또는 호주, 뉴질랜드로 가는 것이었다. 다낭에서 홍콩까지의 거리는 1,100km였고 다낭에서 남쪽 바다 건너의 육지까지 거리는 약 2,000km였다. 부유층의 경우 운이 좋으면 홍콩으로 정착해 프랑스, 독일, 미국, 캐나다로 탈출할 수 있었지만 다른 이들은 별다른 수 없이 2,000km를 떠돌면서 보트 위에서 생계를 유지해야 했다. 그러나 끝내 탈출하지 못하고 조난, 해적 등으로 인해 죽은 난민의 수만 약 50만 명에 달한다고 한다.

## 해외의 베트남 출신 난민 수
베트남 계열의 국민이면서 해외로 도피한 망명자 수는 약 100만 명에 이르렀고 그들이 망명지로 선택한 국가는 주로 미국과 호주였다.
- 미국 - 1,002,000
- 호주 - 107,000
- 프랑스 - 96,000
- 체코 공화국 - 80,000
- 독일 - 40,000
- 캐나다 - 30,000
- 노르웨이 - 22,658
- 네덜란드 - 21,435
- 벨기에 - 14,000
- 키프로스 - 12,000

## 국가별 망명캠프
베트남 전쟁에서 베트남 공화국이 무너질 것을 예상한 미국은 1972년에 미국 캘리포니아 주에 베트남 공화국의 망명자들의 임시 사령부를 구축하였다. 1974년 동남아시아에 공산화에 의한 혼란의 물결이 지속되자 반공주의적인 캄보디아, 베트남, 라오스인들은 임시 망명정부로 피신해있었다. 1995년 임시 망명정부는 자유 베트남 정부로 세력을 확장시켰고 그 간에 걸쳐 지부를 호주, 체코 공화국, 프랑스, 독일, 캄보디아, 캐나다에 지부를 만들었다. 대한민국에도 이 베트남인들의 임시 망명정부의 지부캠프가 있었으나 사정이 여의치 않아 정부에서 임시 망명정부를 호주로 통폐합시켰다. 한국의 월남 난민 수용소는 1993년 폐지되었으며 이곳에 있던 난민들은 뉴질랜드로 이주하였다.

## 같이 보기
- 아랍의 겨울
- 북한이탈주민
- 아프간 난민